# Encyrtus infelix
Encyrtus infelix är en stekelart som först beskrevs av Embleton 1902.  Encyrtus infelix ingår i släktet Encyrtus och familjen sköldlussteklar. Inga underarter finns listade i Catalogue of Life.